# Grand Fleet
Grand Fleet ("Stora flottan") var namnet på den brittiska flotteskadern Home Fleet under det första världskriget. Amiral Sir John Jellicoe var befälhavare för flottan i krigets inledningsskede. Senare övertogs kommandot av Grand Fleet av kommendören för dess slagkryssare, amiral Sir David Beatty.